# Conrad Magnusson
Conrad Emanuel Magnusson lub Magnussen (ur. 18 sierpnia 1874 w Oslo, zm. 14 września 1924 w Chicago) – amerykański przeciągacz liny, złoty medalista igrzysk olimpijskich.
Magnusson reprezentował Stany Zjednoczone na Letnich Igrzyskach Olimpijskich 1904 w Saint Louis. Był członkiem pięcioosobowego zespołu Milwaukee Athletic Club rywalizującego w przeciąganiu liny. W finale zespół z Milwaukee pokonał inną amerykańską drużynę, St. Louis Southwest Turnverein 1.
Pochodził z Norwegii i nie wiadomo kiedy wyemigrował do Stanów Zjednoczonych. Mieszkał w Chicago, podobnie jak większość olimpijskiej drużyny  Milwaukee AC.